# Abdeszlám el-Gríszí
Abdeszlám el-Gríszí (arabul: عبد السلام الغريسي); Kszar el-Kebír, 1962. január 5. –) marokkói válogatott labdarúgó.

## Pályafutása

### Klubcsapatban
1982 és 1990 között a FAR Rabat csapatában játszott. 1993 és 1994 között a Raja Casablanca játékosa volt. 1994 és 1995 között a FAR Rabatban szerepelt ismét. 1998-tól 2000-ig Ománban játszott a Szuvajk együttesében. 

### A válogatottban
1984 és 1995 között 35 alkalommal játszott a marokkói válogatottban és 17 gólt szerzett. Részt vett az 1984. évi nyári olimpiai játékokon, az 1992-es afrikai nemzetek kupáján és az 1994-es világbajnokságon, ahol a Szaúd-Arábia elleni csoportmérkőzéseken csereként lépett pályára. Belgium és Hollandia ellen nem kapott lehetőséget.

## Sikerei, díjai
FAR Rabat
- Marokkói bajnok (3): 1983, 1990, 1995